# Красноголовый мягкохвостый малюр
Красноголовый мягкохво́стый малю́р (лат. Stipiturus ruficeps) — вид певчих птиц из семейства малюровых (Maluridae). Подвидов не выделяют. Эндемик Австралии.

## Описание
Красноголовый мягкохвостый малюр – самый мелкий представитель рода Stipiturus, достигает длины 10,5—15 см и массы около 6 г. Хвост короче, чем у других представителей рода, примерно в 1,3 раза длиннее тела; состоит из шести рулевых перьев почти одинаковой длины, стержни которых покрыты только редкими рассученными бородками. Выражен половой диморфизм. У взрослых самцов макушка и затылок ярко-рыжего цвета без прожилок, верхняя часть тела коричневатая со слабыми тёмными прожилками. Перья верха крыльев серовато-коричневые, с рыжеватой каймой, хвост серо-коричневый. Окологлазное кольцо белое; уздечка, кроющие перья уха, горло и грудь тёмно-небесно-голубые, с чёрными прожилками (особенно на кроющих перьях ушей), остальная нижняя часть тела светло-коричневая с рыжеватым оттенком. Радужная оболочка, клюв и ноги коричневые. Самка похожа на самца, но без синей окраски некоторых частей оперения, у неё горло и нижняя часть тела желтовато-коричневого цвета. Молодые особи более тусклые, чем взрослые, тускло-коричневые с едва заметными прожилками на верхней части тела, пол уже можно различить: у самцов горло кремово-белое, у самок — желтовато-коричневое. У неполовозрелых самцов горло и верхняя часть груди бледно-голубовато-серые.
Вокализация представлена высокими трелями. Контактная позывка слышится как постоянно повторяющееся пронзительное «tsee, tsee»; сигнал тревоги — громкий «trrrt».

## Распространение и места обитания
Красноголовый мягкохвостый малюр является эндемиком Австралии. Встречается в засушливых районах северной части центральной Австралии, от пустыни Симпсон на юго-востоке и плоскогорья Баркли на северо-востоке, через центр до побережья Западной Австралии и региона Пилбары на северо-западе. Существует также изолированная популяция в юго-западном Квинсленде. Естественными местами обитания являются заросли триодии на высоте 100—1190 м над уровнем моря.

## Биология
Красноголовый мягкохвостый малюр добывает пищу, выискивая её в зарослях триодии и низких кустарниках, как правило, на высоте 0,5 м от земли. Питается насекомыми, точный состав рациона не описан.
Сезон размножения приходится на август—октябрь. Вероятно, гнездятся территориальными парами. Гнездо, построенное самкой из стеблей травы и паутины, выстланное растительным пухом и перьями, размещается на вершине или в центре кочки триодии, обычно всего в 20—25 см над землей. В кладке 2—3 яйца. Отмечен гнездовой паразитизм со стороны краснохвостой бронзовой кукушки (Chalcites basalis).